# Kia Center
Le Kia Center, anciennement Amway Center, est une salle omnisports située à Orlando en Floride. Il est le domicile du Magic d'Orlando de la National Basketball Association et des Solar Bears d'Orlando de la East Coast Hockey League.

## Événements
- Lady Gaga, 15 avril 2011
- Britney Spears, dans le cadre de son Femme Fatale Tour le 20 juillet 2011
- NBA All-Star Game 2012, 26 février 2012
- Orlando Music Festival, à partir de 2014
- Royal Rumble 2016, le 24 janvier 2016
- NXT TakeOver Orlando, le 1er avril 2017
- WWE Hall of Fame, le 31 mars 2017 et WrestleMania 33 au Camping World Stadium le 2 avril 2017.
- SummerSlam 2020, le 23 août 2020
- Payback 2020, le 30 août 2020
- Hell in a Cell 2020, , le 25 octobre 2020
- Survivor Series 2020, le 22 novembre 2020

## Galerie

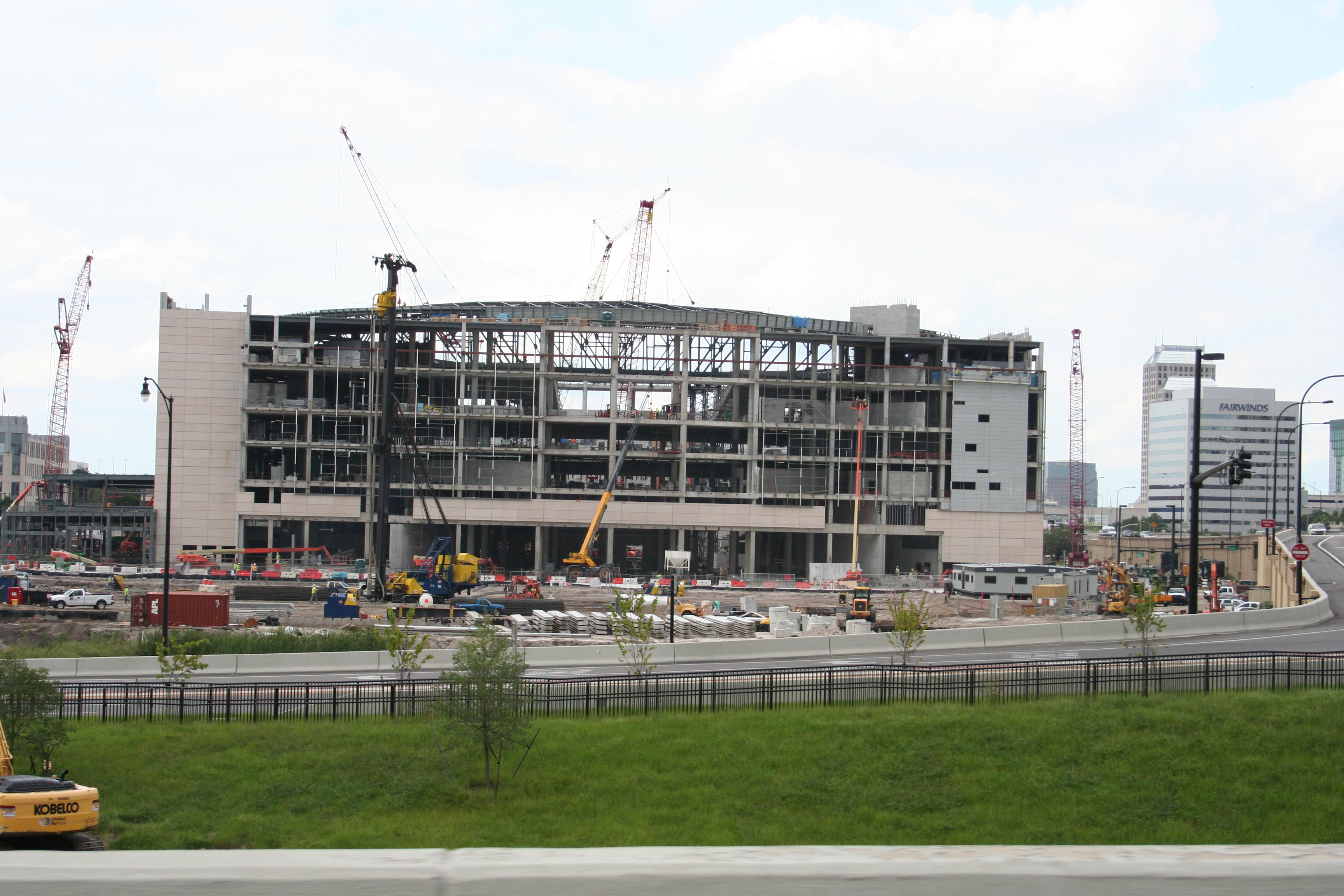
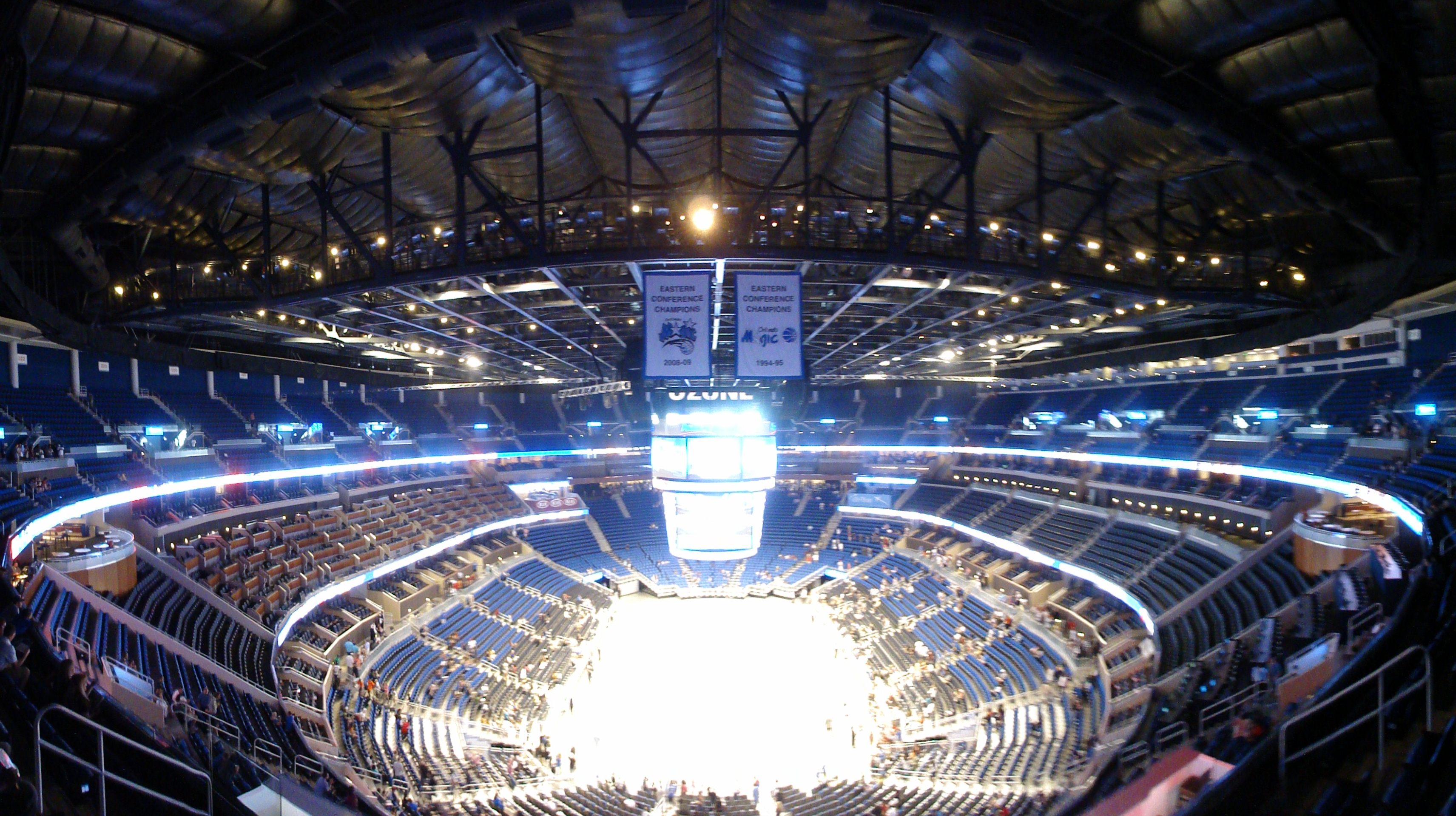